# De helpende hand van Bakroe
De helpende hand van Bakroe is een volksverhaal uit Suriname.

## Het verhaal
Baas Pé besluit zijn geluk in de landbouw te beproeven en gaat naar een district buiten de stad. Hij moet over een brug en een stem vraagt wie er is. Baas Pé herinnert zich dat zijn vriend Frederik heeft verteld dat er Bakroes wonen bij bruggen. Ze hadden elkaar een week daarvoor ontmoet bij de Bokkenbrug op de hoek van de Zwartenhovenbrugstraat en de Steenbakkersgracht. Frederik had Petrus verteld nooit de naam van de Bakroe uit te spreken. Frederik vertelde dat er ooit een brug lag waar ze stonden en bij bruggen, kokers en sluizen woont een Bakroe. Frederik wilde doorlopen, je moet in het donker nooit in aanraking komen met een Bakroe. Een Bakroe is een kabouter met een groot hoofd. De helft van het lichaam is van vlees en de andere helft van hout en Frederik zegt lachend dat het wezen een waterhoofd heeft.
De Bakroe draait zijn lichaam met de houten kant naar harde en scherpe voorwerpen en hij voelt nooit pijn, omdat zijn houten deel altijd geraakt wordt door een slag. Een Bakroe is ook nooit bang, want hij is nooit alleen. De Bakroe en zijn familie werkt voor mensen, de Wrokobakroe is een werkgeest. Als je niks voor ze te doen hebt, dan doden ze je en als je van ze af wilt, dan moet je een onmogelijke opdracht opgeven of hun naam raden. Oom Langa Anoe Joesoe, Oom Jozef met zijn lange armen, heeft macht over de Bakroes en wilde een Bakroe uitdrijven bij misi Lolo. Oom Joesoe sprak hem aan met Papa en Mama, maar de Bakroe vertelde dit niet te zijn. Ook was Bakroe niet Brada (broer) en de Bakroe vertelde Sisa (zuster) te zijn. Oom Joesoe heeft de naam van het wezen niet geraden en de Bakroe ging niet uit het lichaam van misi Lolo.
Baas Pé besluit te vertellen wie hij is en de Bakroe vraagt wat hij wil. Baas Pé vertelt dat hij grond zoekt om landbouw te bedrijven en de Bakroe beveelt dat tienduizend mannen hem moeten helpen. Tienduizend mannen staan om hem heen en trekken baas Pé mee naar een prima stuk grond. Baas Pé koopt de grond voor een zachte prijs en de volgende dag gaat hij het schoonmaken. Hij moet opnieuw over de brug en de stem vraagt wie er is en hij antwoordt. De Bakroe vraagt wat baas Pé gaat doen en hoort dat de grond wordt schoongemaakt. Tienduizend mannen maken de grond schoon en baas Pé is blij met de hulp. Hij besluit het geheim te houden, want anders krijgen de Bakroes het te druk en hebben ze geen tijd meer om hem te helpen. Zelfs de vrouw van baas Pé weet niet hoe de grond is schoongemaakt.
De volgende dag wil baas Pé gaan planten en hij moet over de brug. Hij vertelt bananen te willen planten en tienduizend mannen worden door de Bakroe gestuurd. De vrouw van baas Pé is verbaasd dat haar man zo snel terug is en baas Pé zegt dat ze zich met het huishouden moet bezighouden. Het is tijd om te oogsten en de vrouw zegt spottend dat haar man een geldboompje heeft geplant. Baas Pé zegt niks en gaat naar de brug en vertelt de eerste tros bananen te zullen kappen. Enkele minuten later heeft hij tienduizend bossen bananen en hij is groothandelaar. Baas Pé geeft zijn vrouw tien bossen bananen en alle familieleden krijgen vijf. Er zijn nog negenduizendnegenhonderd bossen over om op de markt te verkopen. De vrouw van baas Pé begrijpt niet hoe hij in een uur tijd aan zoveel bananen en zoveel geld is gekomen.
De volgende dag heeft baas Pé geen zin om te werken en hij gaat naar de winkel op de hoek om met zijn vrienden te drinken en te kaarten. Zijn vrouw gaat naar het stukje grond om te zien waar de bananen vandaan komen. Ze hoort een stem bij de brug en vertelt dat ze de vrouw van baas Pé is. Ze zegt dat ze bananen wil halen en tienduizend mannen helpen haar. Ze weet niet wat ze met de bananen wil doen en besluit ze te verkopen op de markt. Ze is rijk en vertelt haar man dat ze weet dat hij een Bakroe heeft en baas Pé schrikt. Hij zegt dat ze zoiets niet hardop mag zeggen en de volgende dag wil ze weer naar de grond. Baas Pé gaat mee en bij de brug vraagt de Bakroe wat hij wil. Baas Pé antwoordt dat hij zijn vrouw een klap wil geven om haar nieuwsgierigheid af te leren en tienduizend mannen helpen hem. De vrouw van baas Pé rent weg en negenduizendnegenhonderdnegenennegentig mannen kunnen haar niet inhalen. Eén man slaat haar echter bont en blauw en ze rent naar het huis van haar moeder.
De vrouw van baas Pé wil nooit terug naar haar man en baas Pé kan niet meer slapen. Hij gaat naar zijn grond en komt bij de brug. Baas Pé vertelt dat hij zich voor zijn hoofd wil slaan en rent weg, tienduizend mannen slaan hem om de oren en geven kopstoten. Baas Pé ligt weken op bed en piekert erover hoe hij van de Bakroe kan afkomen. Hij herinnert zich het gesprek met Frederik en de volgende dag gaat hij naar de brug. Hij zegt een karwei te hebben en vraagt de Bakroe al zijn krulletjes steil te maken. Tienduizend mannen zitten op het hoofd van baas Pé en trekken aan de krulletjes. Ze krullen steeds weer op en het blijkt onbegonnen werk. Baas Pé wil weten of zijn haren al glad gestreken zijn en de Bakroe neemt ontslag. Baas Pé besluit zelf de handen uit de mouwen te steken en hoopt zo zijn vrouw terug te krijgen.

## Achtergronden
- De vertellingen in Suriname staan in verband met de religie van verschillende bevolkingsgroepen. De Indianen, Creolen, Marrons, Hindoestanen, Javanen, Chinezen, Libanezen, Hollandse kolonisten en Joden brachten elk eigen gebruiken en wezens mee naar het land. Niemand twijfelt aan hun bestaan en goede of kwade kracht. In Paramaribo, de Nederlandse invloed was daar groot, lijken de verhalen op gewone spookverhalen. Begraafplaatsen liggen daar midden in de stad. In het binnenland, de districten en plantages, liggen ze ver verwijderd van het dorp. In Suriname zijn verhalen bekend over de yorka (spook), leba (geest), bakru (geest), asema (vampier), didibri (draak) en andere wezens. De wezens worden soms met een ander wezen vergeleken (tussen haakjes), maar deze vergelijking is niet sluitend. Er worden in Suriname veel dingen versluierd, van officiële (Nederlandse, christelijke) zijde is altijd gestreden tegen het bijgeloof.
- Het verhaal is een combinatie van verhalen die door paters werden opgeschreven. Het slot waarin het kroeshaar wordt gladgestreken is nog steeds actueel.
- De "last" van de helpende hand komt in verschillende verhalen voor.
- Het echtpaar Herskovits noemt een Bakru in Suriname Folk-lore Repelsteeltje. Het verhaal heeft grote overeenkomsten met het sprookje uit Kinder- und Hausmärchen. Bakru, die zijn naam laat raden, heet in het Surinaams Akantiudu (Houten Kant). Repelsteeltje is ook een plant.